# Rita Messmer

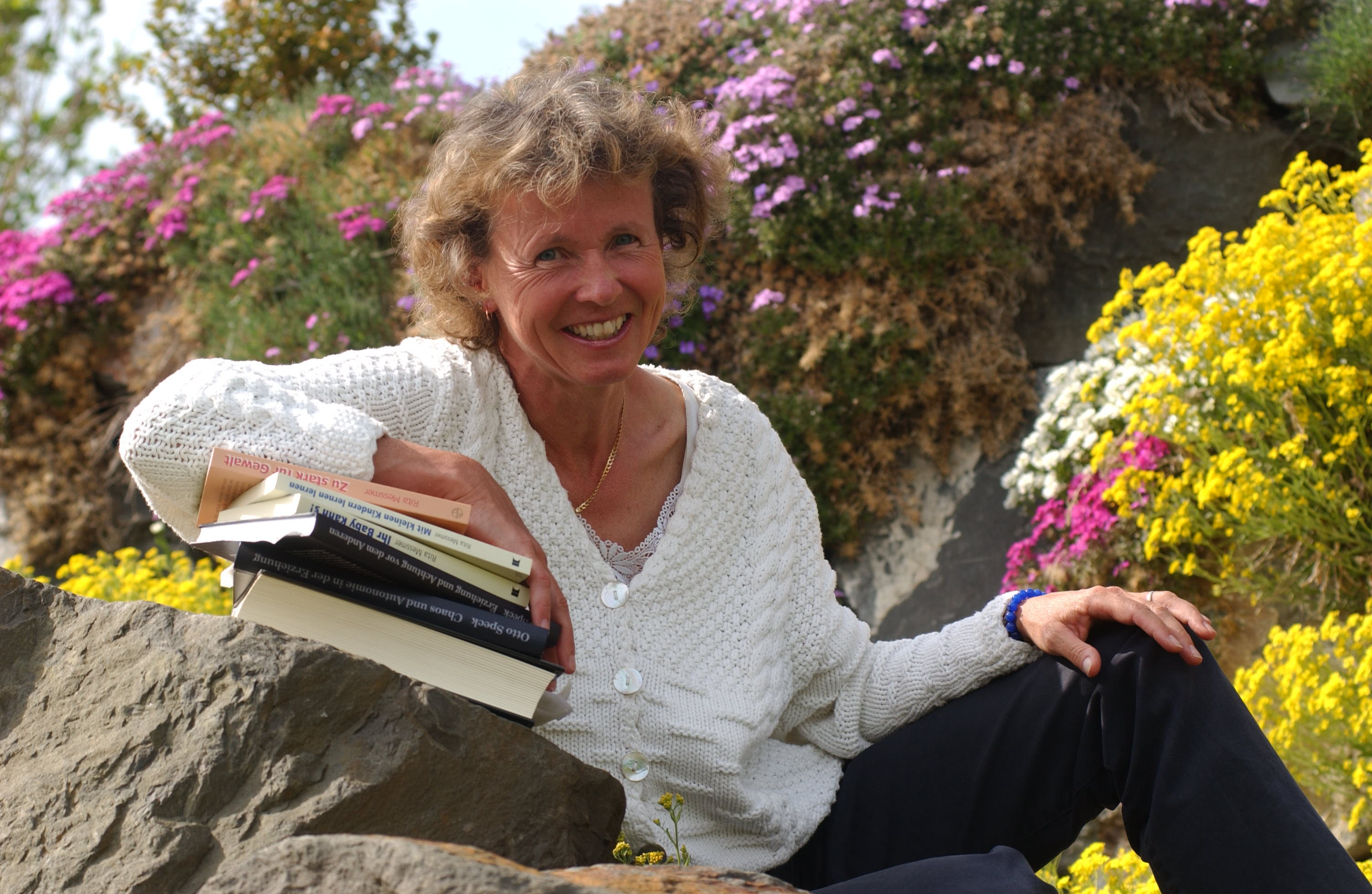
Rita Messmer, 2003

Rita Messmer (* 1954 in Bern) ist eine Schweizer Sachbuchautorin.

## Leben
Messmer leitet Kurse als Erwachsenenbildnerin, hält Vorträge und gibt Seminare und Interviews. Schwerpunkt ihrer Arbeit ist die frühkindliche Entwicklung. Sie ist Mutter von drei Kindern.

## Veröffentlichungen
- Ihr Baby kann’s! Selbstbewusstsein und Selbstständigkeit von Kindern fördern. Kreuz-Verlag Stuttgart / Zürich 1997, ISBN 3-7831-2055-1 (Beltz-Verlag, Weinheim / Basel, 2004 – Mit ausführlicher Anleitung: Windelfrei, so geht’s! Aktualisierte und überarbeitete 7. Auflage, 2023, ISBN 978-3-407-86790-2).
- Mit kleinen Kindern lernen lernen: So fördern Sie Ihr Kind fürs Leben. Kreuz-Verlag, Stuttgart / Zürich 1999, ISBN 3-268-00246-3 (Beltz-Verlag, Weinheim / Basel, 2005, ISBN 978-3-407-22889-5).
- Zu stark für Gewalt: Wie Kinder zu achtsamen Menschen werden. Mit einem Vorwort von Prof. Dr. Wolfgang Althof, Paulusverlag, Freiburg Schweiz 2002, ISBN 3-7228-0575-9 (Beltz-Verlag, Weinheim / Basel 2009, ISBN 978-3-407-22912-0).
- Larina: Über die leuchtende Kraft der Gedanken. Verlag Via Nova, Petersberg 2006, ISBN 3-86616-046-1.
- Der kleine Homo sapiens kann’s! Die natürliche Kompetenz und Selbstständigkeit von Kindern stärken. Beltz-Verlag, Weinheim / Basel 2018, ISBN 978-3-407-86544-1.